# Glenn Nyberg
Glenn Nyberg (ur. 12 października 1988 w Säter) – szwedzki sędzia piłkarski. Od 2016 roku sędzia międzynarodowy.
Nyberg zadebiutował w Superettan w 2013 roku. W pierwszym sezonie był rozjemcą w 20 spotkaniach tej klasy. W tym samym roku zadebiutował w Allsvenskan w meczu 29. kolejki pomiędzy Djurgårdens IF, a Gefle IF.
W 2016 roku został sędzią międzynarodowym. W tym samym roku zadebiutował w rozgrywkach kwalifikacji do Ligi Europy. Pierwszy mecz w ramach eliminacji do Ligi Mistrzów poprowadził w 2018 roku. W 2021 roku znalazł się w gronie sędziów nominowanych do udziału w Mistrzostwach Europy U-21. Na turnieju tym poprowadził między innymi półfinałowy mecz pomiędzy Hiszpanią i Portugalią.